# Buda ostroma (1529)

## Előzmények
Az 1526-ban kezdetét vett magyar belháború megosztotta Magyarországot. Az I. Ferdinánd és Szapolyai János közötti konfliktust tovább fokozták az 1529-es események. Először a moldovai vajda tört be Erdélybe, ahol győzedelmet aratott Ferdinánd király seregei felett. Május 10-én I. Szulejmán megkezdte a második magyarországi hadjáratát, melynek célja Bécs meghódítása és Szapolyai hatalmának visszaállítása volt.

### A vár állapota
A már 1526-ban kifosztott budai várat rossz állapotban érte az 1529-es ostrom.

## Az ostrom
1529. szeptember 3-án érkezett és táborozott le Szulejmán serege a vár alá. A Németországba visszavonult Ferdinánd, Nádasdy Tamást bízta meg a vár védelmével, aki alá két német századost rendelt; Taubinger Jánost és Bresserer Kristófot egy-egy zászlóaljjal. A hatalmas túlerő ellenére hősiesen visszaverték az első 11 támadást, de a lőpor és a golyók hiánya miatt az ostrom 5. napján elveszett várkapu már hatalmas veszteségnek minősült. A kilátástalannak induló hatodik napon a várba érkezett követ szabad elvonulást ajánlott fel a védőknek, amit Nádasdy visszautasított. A német katonák a hír hallatán a várbörtönbe zárták a parancsnokot és az elvonulás feltételével feladták a várat.
Szulejmán, aki a janicsároknak megtiltotta a város kifosztását nem számolt azzal, hogy katonái az elvonuló védőkön fogják kiélni gyilkos vágyaikat, akiket 16 ember kivételével lemészároltak.

## A következmények
A várat a tovább vonuló török szultán végül Szapolyainak adta.